# 오고세역
오고세역(일본어: 越生駅, おごせえき)은 일본 사이타마현 이루마군 오고세정에 있는 철도역이다.
동일본 여객철도(JR동일본) 하치코 선 및 도부 철도 오고세 선이 환승하는 역이다. 이 역은 동일본 여객철도 관할이다.

## 타는 곳
| 1   | ■ 하치코 선 | 오가와마치·요리이·다카사키 방면 |
| 2   | ■ 하치코 선 | 모로·고마가와 방면              |
| 3·4 | ■ 오고세 선 | 가와카도·사카도 방면            |

## 사진

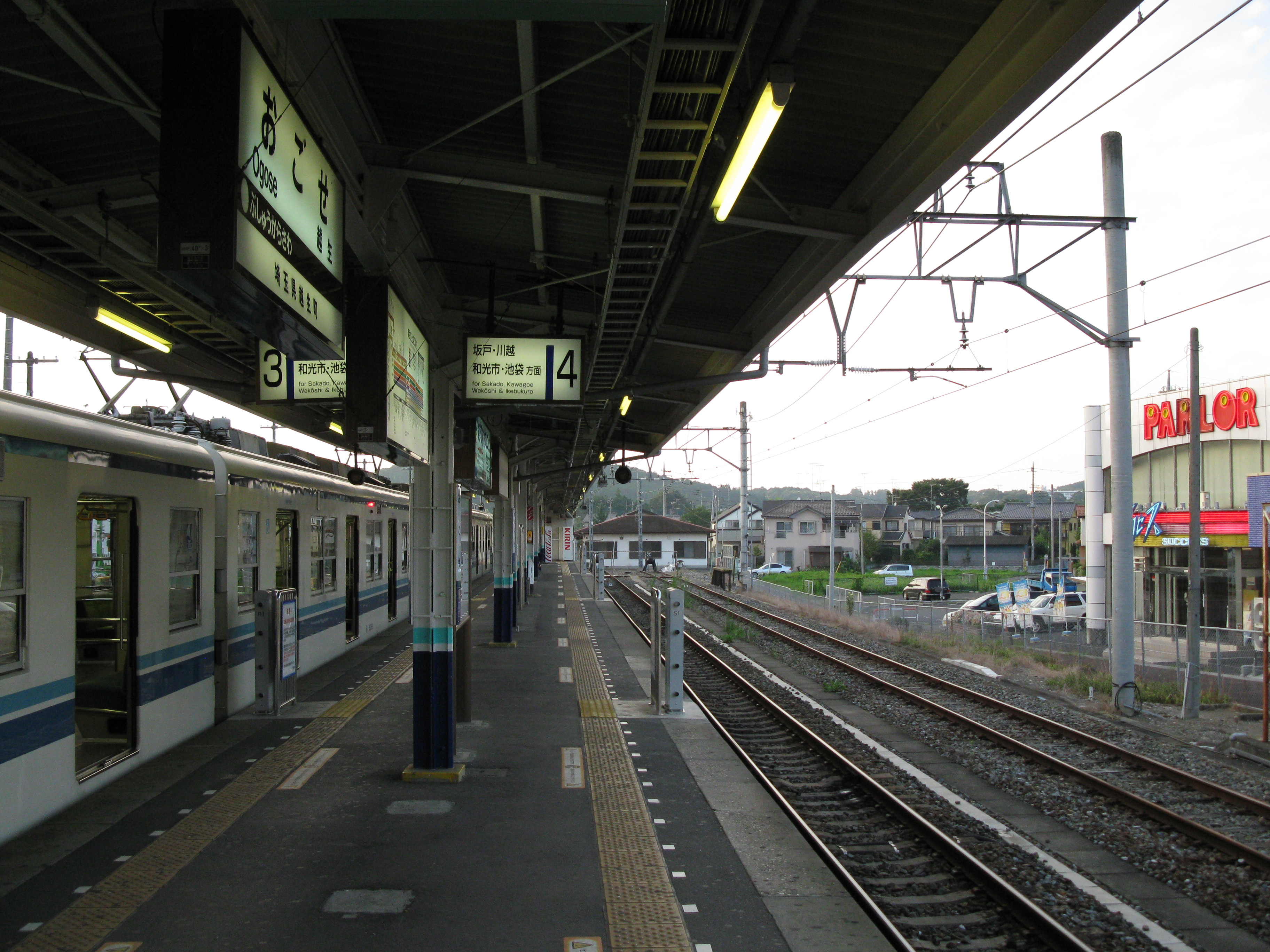
오고세 선의 승강장 모습(2009년 8월 13일)

## 인접역
| 동일본 여객철도 ■ 하치코 선 | 동일본 여객철도 ■ 하치코 선 | 동일본 여객철도 ■ 하치코 선 |
| --------------------------- | --------------------------- | --------------------------- |
| 모로 고마가와 방면          |                             | 묘카쿠 다카사키 방면        |
| 도부 철도 ■ 오고세 선       |                             |                             |
| 부슈카라사와 사카도 방면    |                             | (시종점역)                  |